# Gymnothorax atolli
Gymnothorax atolli is een straalvinnige vissensoort uit de familie van murenen (Muraenidae). De wetenschappelijke naam van de soort is voor het eerst geldig gepubliceerd in 1935 door Pietschmann.